# Бариле, Клаудио
Клаудио Бариле (исп. Claudio Barile; род. 1 апреля 1960, Буэнос-Айрес) — аргентинский флейтист.
Учился у своего дяди, флейтиста Доминго Рулио, а затем в Германии у Карлхайнца Цёллера и в США у Надин Эсин и Джеймса Голуэя.
С 1974 года играет в составе Буэнос-Айресского филармонического оркестра, с 1984 года солист. Выступает также как ансамблевый музыкант, в том числе с исполнением барочной музыки.
Записал несколько дисков, в том числе с музыкой Астора Пьяццолы (включая «Историю танго»), сонаты Клода Дебюсси, Франсиса Пуленка, Сергея Прокофьева, Альберто Вильямса и др.
В 1999 и 2009 гг. удостоен национальной Премии Конекс в области классической музыки.